# Монтело (Бергамо)
Монтело (итал. Montello) је насеље у Италији у округу Бергамо, региону Ломбардија.
Према процени из 2011. у насељу је живело 3156 становника. Насеље се налази на надморској висини од 228 м.

## Становништво
Према резултатима пописа становништва 2011. у општини је живело 3.173 становника.
| 1931. | 1936. | 1951. | 1961. | 1971. | 1981. | 1991. | 2001. | 2011. |
| ----- | ----- | ----- | ----- | ----- | ----- | ----- | ----- | ----- |
| 735   | 740   | 1.014 | 1.373 | 1.611 | 1.924 | 1.987 | 2.392 | 3.173 |